# Fluorid lithný
Fluorid lithný (chemický vzorec LiF) je bezbarvá krystalická nebo bílá práškovitá látka patřící mezi anorganické iontové sloučeniny. Je to lithná sůl kyseliny fluorovodíkové. Strukturou je podobný chloridu sodnému, ale je mnohem méně rozpustný ve vodě. Nejvíce je využíván jako přídavek do solí určených k elektrolytickému tavení.

## Využití

### V tavených solích
Několik procent fluoridu lithného v elektrolytu při elektrolýze zefektivňuje celý proces.
Použitelná sůl by měla obsahovat směs fluoridu lithného, fluoridu draselného a fluoridu sodného.

### Optika
Krystaly fluoridu lithného propouštějí krátkovlnné ultrafialové záření více než kterýkoliv jiný materiál. Proto jsou používány v optice.

### Detektory radiace
Fluorid lithný se používá k zaznamenání vystavení záření gama, beta částicím a neutronům v termoluminentních dozimetrech.

### Nukleární reaktory
Vysoce obohacený izotop fluoridu lithného (7LiF) se v kombinaci s fluoridem berylnatým BeF2 používá k vytvoření základního rozpouštědla (FLiBe), ve kterém se rozpouští fluoridy uranu a thoria. Fluorid lithný je vysoce chemicky stabilní a FLiBe má nízký bod tání (kolem 360 °C až 459 °C), což je společně s jeho neutronovými vlastnostmi důvod, proč je vhodný pro použití v reaktoru.